# شیاشان
شیاشان (به لاتین: Xiashan District) یک سکونتگاه مسکونی در جمهوری خلق چین است که در ژانژیانگ واقع شده‌است.